# Montfort Tadier

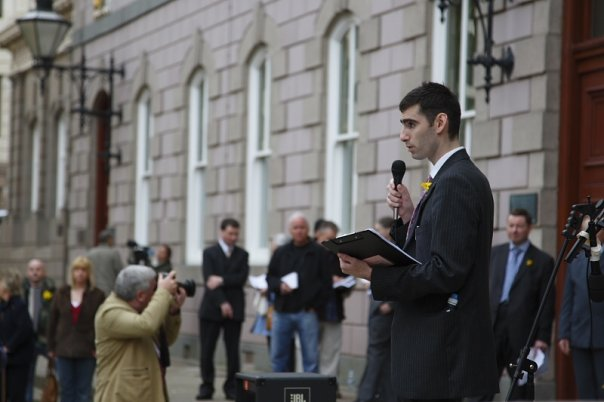
Montfort Tadier lors d'une réunion publique.

Montfort Tadier, né le 28 novembre 1979 à Saint-Hélier, est une personnalité politique, député de Gauche aux États de Jersey et musicien. Montfort Tadier est devenu le mouton noir de la politique à Jersey en raison de ses prises de position sur la finance internationale et les paradis fiscaux qu'il dénonce notamment à travers le système bancaire de Jersey.

## Biographie

### La politique
Après des études secondaires à Jersey, Montfort Tadier poursuivit des études universitaires de langues modernes et obtint un baccalauréat ès arts (BA) à l'université de Sheffield en Angleterre.
Montfort Tadier a été élu la première fois en novembre 2008 en tant que député de la paroisse de Saint-Brélade dans le secteur n°2, qui se compose des vingtaines de de la Moye et des Quennevais. Il a gagné l'un des deux sièges de la circonscription de Saint-Brélade, venant en deuxième position avec 758 voix sur les huit candidats. Il a été réélu en 2011 avec une majorité de 1 428 bulletins de vote et de nouveau réélu en 2014.
Bien que Jersey ne dispose pas d'un système formel de partis politiques, la grande majorité des députés ayant été élus en tant qu'indépendants, Montfort Tadier s'identifie comme proche politiquement avec les écologistes et les Verts, les sociaux-démocrates et les socialistes.
Il est un membre fondateur du groupe de pression politique Time4Change, qui a été créé en réponse aux révélations, au début de 2008, du scandale des abus sexuels sur des enfants dans l'affaire de l'orphelinat de Jersey qui se déroula à l'orphelinat du « Haut de la Garenne » durant les années 1960 à 1980, avant sa fermeture en 1986. Son groupe de réflexion Time4Change organise des campagnes de mobilisation sur diverses questions touchant à la réforme constitutionnelle, au système fiscal, aux problèmes sociaux et sur les questions environnementales. Il est membre du parti politique "Reform Jersey"
Depuis 2009, il anime son propre site blog sur Internet.
Montfort Tadier est membre du Comité des privilèges et des procédures qui est un organisme de contrôle des procédures de l'Assemblée des États de Jersey et qui aide à l'installation des nouveaux membres élus et au code de bonne conduite pour les membres.
En avril 2013, il dénonce, dans les colonnes du Parisien, la politique financière de « ce confetti de la Couronne britannique qui met à la disposition des fraudeurs français des structures prête-noms leur permettant d'échapper au fisc au moyen de trusts "croupions", qui sentent l'argent noir à plein nez. ». Ses propos soulève un tollé à Jersey parmi les personnalités politiques et le parlementaire se fait traité de "Mouton noir". L'affaire est très politique. Les paradis fiscaux sont dans le collimateur des pays industrialisés. Le lobby bancaire de Jersey dénonçant une déclaration inappropriée par un irresponsable qui met en danger la prospérité du secteur financier de l'île.

### La musique
Montfort Tadier est également un musicien et joue de l'accordéon. Il fait partie d'un groupe de musique folklorique, les Badlabecques qui met à l'honneur la musique traditionnelle de Jersey avec des musiques et chants en langue jersiaise. Il participe avec le groupe musical à de nombreux festivals normands, Eisteddfod de Jersey, la Fête des Rouaisouns, la Faîs'sie d’Cidre et des festivals de musiques en Normandie et en Bretagne.

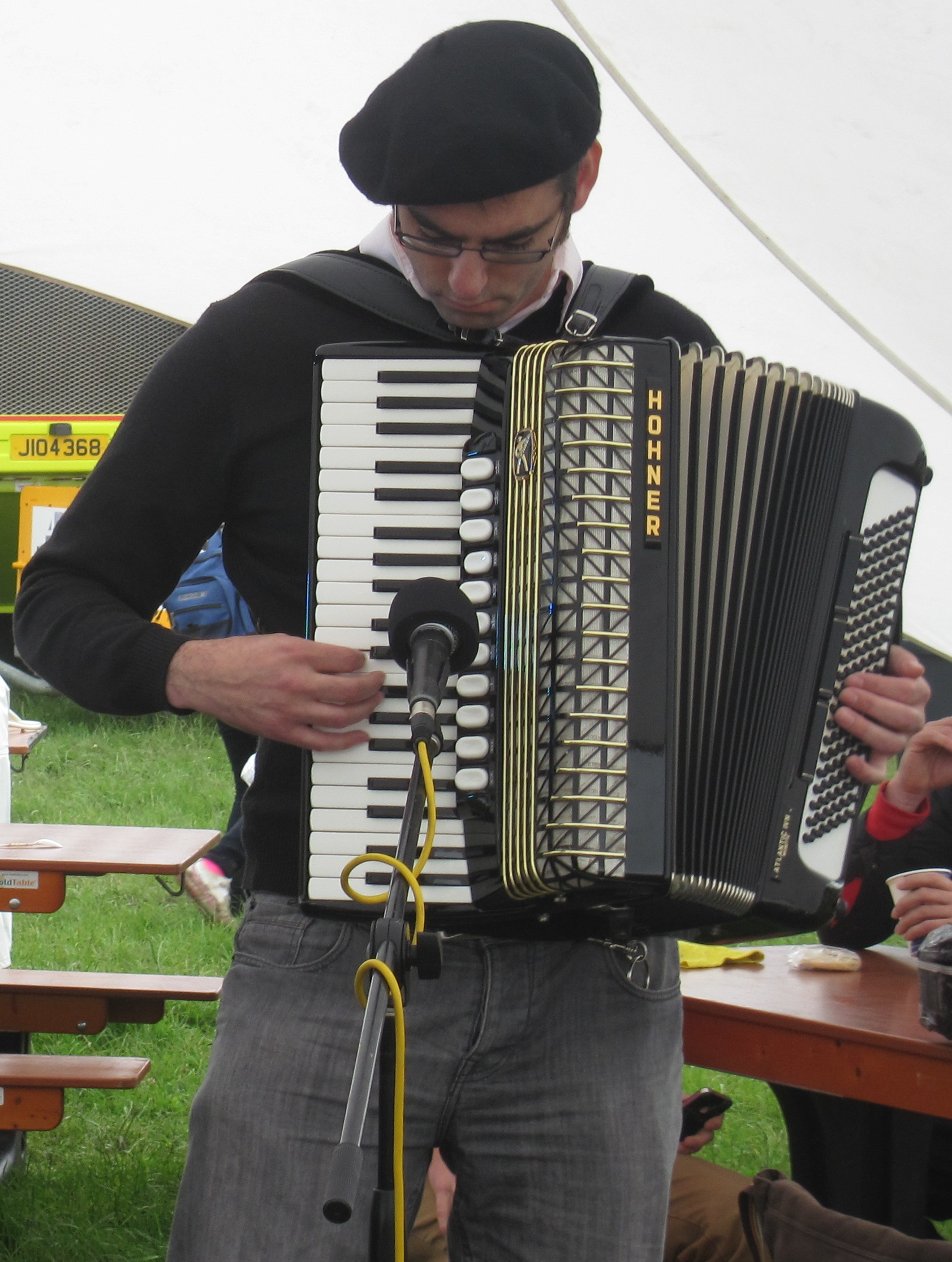
Montfort Tadier et son accordéon
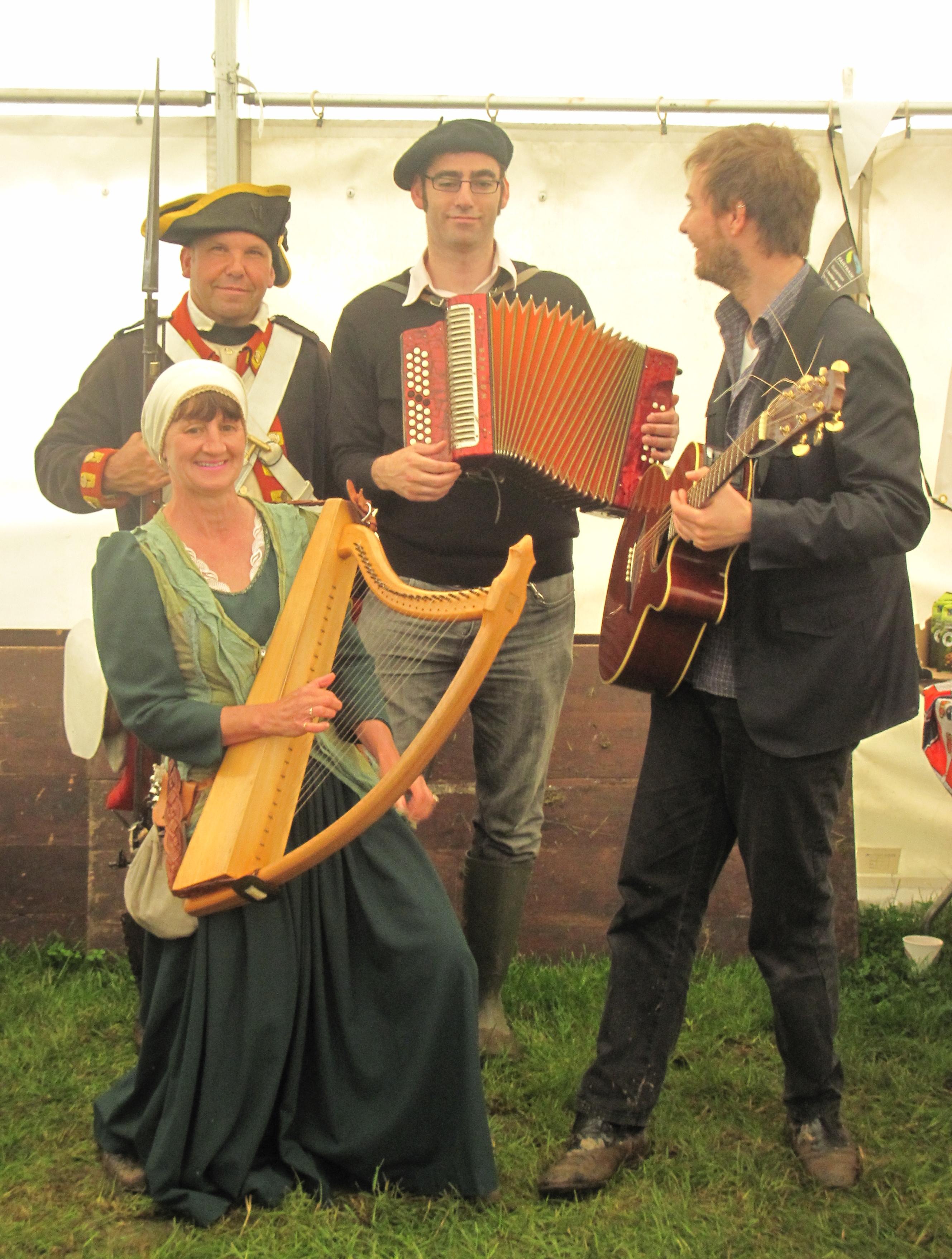
Montfort Tadier avec son accordéon
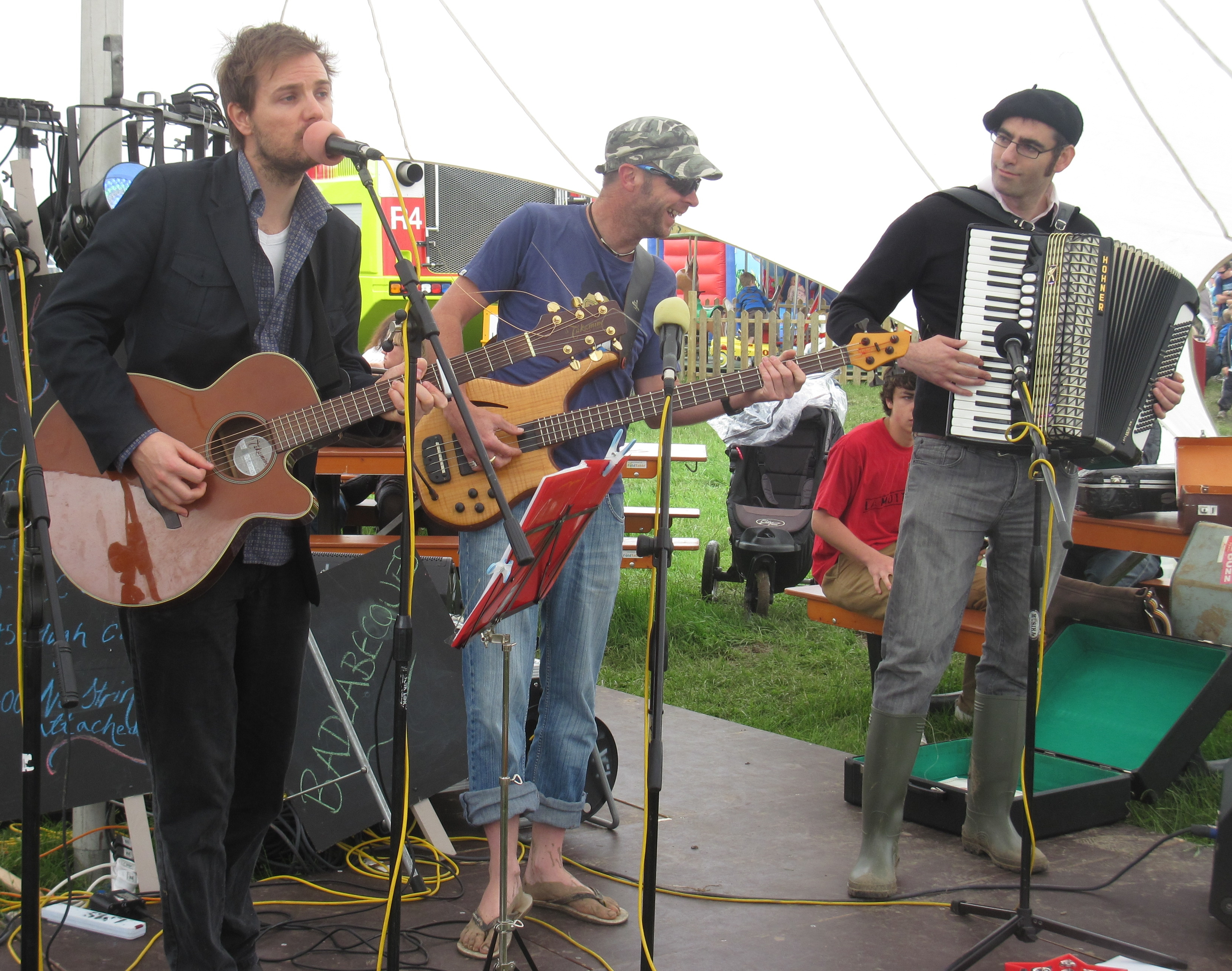
Montfort Tadier lors du Show du Vouêt en 2012
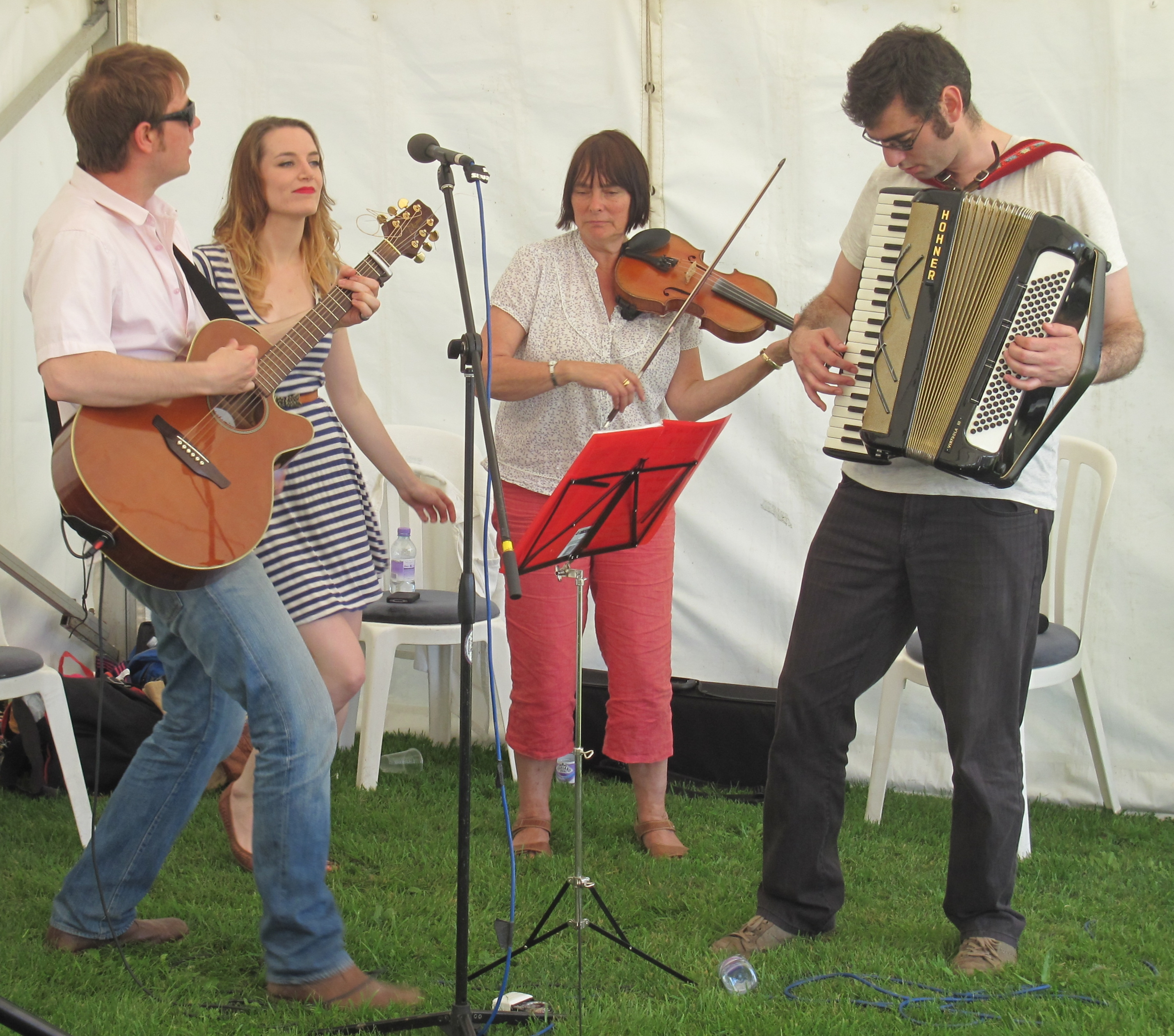
Lors de la fête patronale de Saint-Hélier en 2012
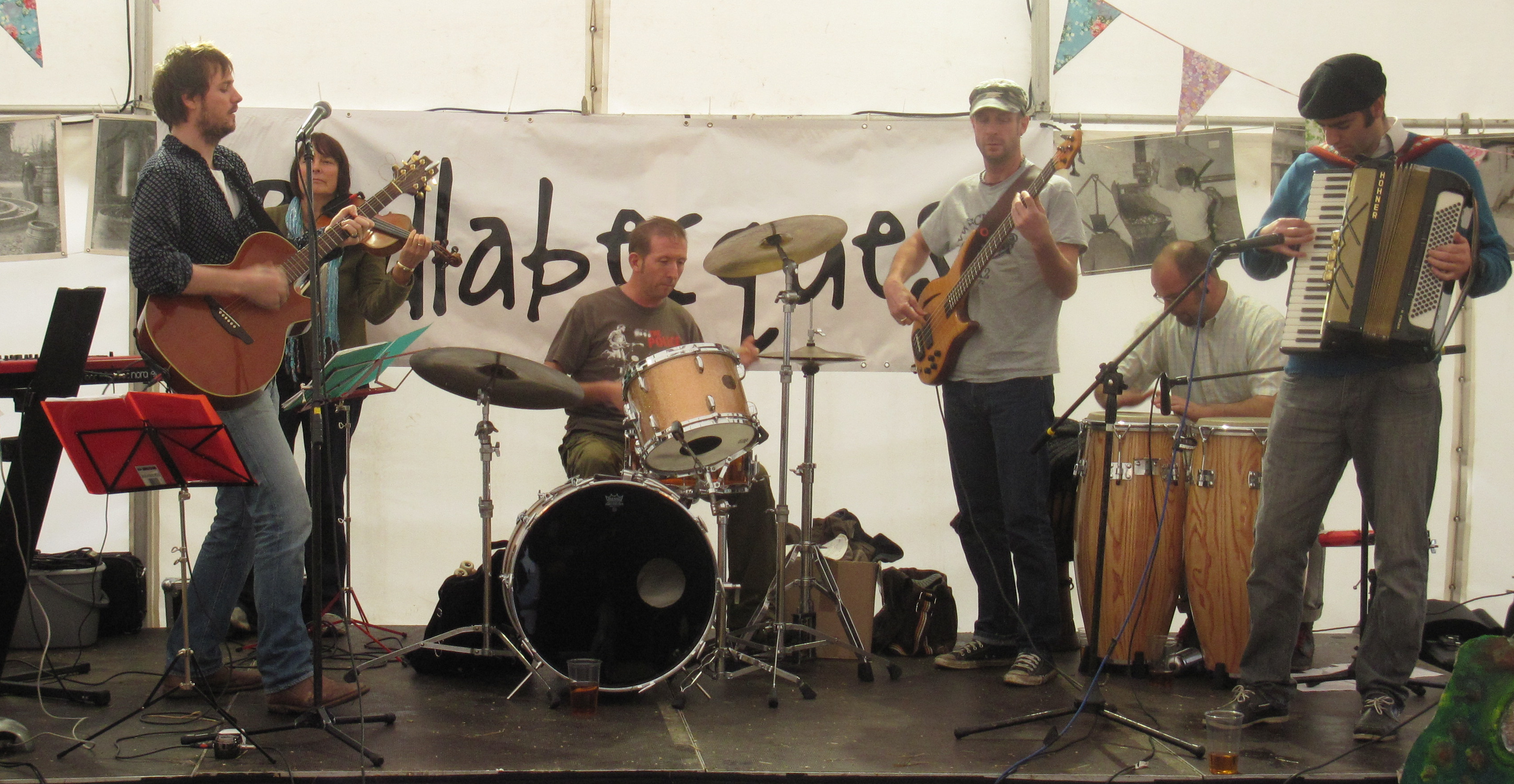
Les Badlabecques à la Faîs'sie d’Cidre